# Céline Baril
Céline Baril (1953) é uma artista e directora de cinema canadiana.

## Infância e formação
Baril nasceu em Gentilly, Quebec. Em 1982, ela recebeu o título de Bacharel em Belas Artes pela Universidade do Quebec em Montreal.

## Carreira
O seu filme 24 Davids foi seleccionado como filme de abertura do 20th Rencontres internationales du documentaire de Montréal.
O seu trabalho está incluído nas colecções do Musée national des beaux-arts du Québec, da Cinematheque quebecoise e do National Film Board of Canada.

## Filmografia
- Le Fourmi et le volcan - 1992[6]
- Barcelone - 1989[6]
- Le port des parfums - 1992[6]
- L'Absent - 1997[8]
- Jogos do Coração (Du pic au cœur) - 2000[9]
- Giselle - 2003[6]